# Eknäs en Sandviken
Eknäs en Sandviken (Zweeds: Eknäs och Sandviken) is een småort in de gemeente Värmdö in het landschap Uppland en de provincie Stockholms län in Zweden. Het småort heeft 59 inwoners (2005) en een oppervlakte van 78 hectare. Eigenlijk bestaat het småort uit twee plaatsen: Eknäs en Sandviken. Het småort ligt op een eiland en grenst aan een baai/inham van de Oostzee. De overige directe omgeving van Eknäs en Sandviken bestaat voornamelijk uit rotsen en bos. Er is een jachthaven in het småort te vinden.